# Tipula subarctica
Tipula subarctica är en tvåvingeart som beskrevs av Alexander 1919. Tipula subarctica ingår i släktet Tipula och familjen storharkrankar. Inga underarter finns listade i Catalogue of Life.